# 阿格雷斯
阿格雷斯，是西班牙巴伦西亚自治区阿利坎特省的一个市镇。总面积26km2，总人口635人（2001年），人口密度24人/km2。